# Donnellson (Illinois)
Donnellson es una villa ubicada en el condado de Montgomery y en el condado de Bond en el estado estadounidense de Illinois. En el Censo de 2010 tenía una población de 210 habitantes y una densidad poblacional de 249,48 personas por km².

## Geografía
Donnellson se encuentra ubicada en las coordenadas 39°1′51″N 89°28′29″O / 39.03083, -89.47472. Según la Oficina del Censo de los Estados Unidos, Donnellson tiene una superficie total de 0.84 km², de la cual 0.84 km² corresponden a tierra firme y (0%) 0 km² es agua.

## Demografía
Según el censo de 2010, había 210 personas residiendo en Donnellson. La densidad de población era de 249,48 hab./km². De los 210 habitantes, Donnellson estaba compuesto por el 95.71% blancos, el 0.48% eran afroamericanos, el 0% eran amerindios, el 0.95% eran asiáticos, el 0% eran isleños del Pacífico, el 0% eran de otras razas y el 2.86% pertenecían a dos o más razas. Del total de la población el 3.81% eran hispanos o latinos de cualquier raza.